# Die Füchsin und der Wolf
Die Füchsin und der Wolf (russisch Лиса и волк) ist ein russisches Volksmärchen.

## Inhalt
Der Füchsin gelingt es, dem Bauern durch eine List seinen gesamten Fang mit Fischen abzunehmen. Danach vertröstet sie den Wolf, indem sie ihm sagt, er solle seinen Schwanz in ein Eisloch halten und warten, bis Fische anbeißen. Nachdem dieser angefroren ist, bekommt er ihn aber nicht mehr hinaus …
Die Füchsin  betrügt auch in den folgenden Situationen den tölpelhaften Wolf noch mehrere Male.

## Geschichte
Die älteste Variante dieser Geschichten von der Füchsin und dem Wolf in Russland ist aus dem 18. Jahrhundert bekannt  (neu veröffentlicht 2003).
Die bekannte klassische Fassung ist in der Sammlung  von Alexander Afanassjew von 1848 enthalten, als erstes Märchen, danach in zahlreichen Neuauflagen. In älteren deutschen Übersetzungen heißt dieses Schwesterchen Füchsin und der Wolf oder Gevatterin Füchsin und der Wolf.

## Varianten
Ähnliche Motive  finden sich auch  in den  Traditionen anderer Länder und Sprachen. In den Märchen der Brüder Grumm gibt es Der Wolf und der Fuchs, in dem der Fuchs ebenfalls der schlauere ist, das aber eine völlig andere Handlung hat.
In Moldawien gibt es ähnliche Varianten mit Fuchs und Bär.
Es gab verschiedene russische Verfilmungen seit 1935, meist als Trickfilme.